# هافمارشال
هافمارشال (به آلمانی: Hofmarschall) مقام اداری مسئول یک دربار شاهزاده آلمانی بود که بر تمام امور اقتصادی آن نظارت می‌کرد.